# Anopsicus pulcher
Anopsicus pulcher là một loài nhện trong họ Pholcidae. Loài này được phát hiện ở Cuba.